# تسوچیا ماساتسوگو

نشان خانوادگی

تسوچیا ماساتسوگو (به ژاپنی: 土屋昌次 Tsuchiya Masatsugu)؛ ( ۱۵۴۴ – ۱۵۷۵) یک سامورایی در دوره سنگوکو و یکی از ۲۴ ژنرال تاکدا شینگن بود.